# 山本かな
山本 かな（やまもと かな、1982年7月23日 - ）は、日本のイラストレーター、漫画家。女性。血液型はO型。
別名義クスクスでも精力的に活動している。

## 人物
インターネットの出会い系サイト（JapanCupid）で出会ったアメリカ人男性・アダムとの話をブログ化し、それを基にした本を出版。その後2018年2月25日に結婚。明治神宮で結婚式と披露宴を行った。
アダムの才能を高く評価しており、恋人だった頃から全力で支えたいと公言し、藝大博士課程の卒業論文に必要な音響心理学のアンケートの協力者をブログやツイッターで募る等、アダムの為に頑張っていた姿を知っているファンからは婚約と結婚の時に祝福が相次いだ。
又、自身もゲームデザイナーとして働くかたわら、ラベルのデザインやマスクのデザイン等で才能を発揮し、同人活動も精力的に行っている。
ニコニコ動画、静画、youtube、pixiv等でも活躍しており、当時は恋人だったアダムと一緒にテレビ出演やインタビューも積極的に受ける等、メディアへの進出も多数見られる。
髪を青やピンクにしたり、凝ったネイルをする等ファッションに拘りがある。
世田谷区で育ったが23区以外がある事を知らない等の天然な性格が癒し系で可愛いと評される。
又、自分の顔が好きだと公言しており、時々自撮りを上げている。
腐女子でケモナーである事を公言しており、自身でも着ぐるみを着てイベントに参加する事が多かった。しかし、アダムの理解を得られなかった為、着ぐるみからは引退している。

## 著書
- ネットでゲット!私の彼はアメリカン♪（2014年3月28日発行、角川書店）ISBN 978-4-04-729618-3